# Обон (Ду)
Обон (фр. Aubonne) насеље је и општина у источној Француској у региону Франш-Конте, у департману Ду која припада префектури Понтарлије.
По подацима из 2011. године у општини је живело 223 становника, а густина насељености је износила 14,7 становника/km². Општина се простире на површини од 15,17 km². Налази се на средњој надморској висини од 626 метара (максималној 1.091 m, а минималној 598 m).

## Демографија
| 1962. | 1968. | 1975. | 1982. | 1990. | 1999. | 2011. |
| ----- | ----- | ----- | ----- | ----- | ----- | ----- |
| 228   | 246   | 234   | 245   | 266   | 256   | 223   |

График промене броја становника у току последњих година